# 血脂

血脂（blood lipids，blood fats）即血液中的脂质，可为“游离态”或与其他分子结合的“聚合態”。它们大多被覆在蛋白质囊中呈颗粒状运输，而且脂质的密度和蛋白质囊的类型决定了脂质颗粒的命运及其对代谢的影响。血脂的浓度，取决于肠道的摄入和排出，以及细胞的吸收和分泌。血脂包括膽固醇與甘油三酯兩大類，兩者的度量單位均為 mg/dL 或 mmol/L。

## 成分
膽固醇又分為高密度、低密度、非常低密度膽固醇及乳糜微粒。膽固醇是一種脂肪的複合體，它是製造重要激素和維生素不可缺少的物質。膽固醇除部份由食物供給外，多數皆由肝臟合成，其理想濃度為小於200mg/dL。膽固醇需要與脂蛋白結合才能被運送到身體各部份。脂蛋白可以分為低密度脂蛋白（LDL-C）和高密度脂蛋白（HDL-C）兩種。
三酸甘油酯即是中性脂肪則扮演著貯存與輸送的角色，大部分存在於乳糜微粒及極低密度脂蛋白內。它是能量的主要來源，極易受到飲食影響。

## 正常值
總膽固醇值的正常值，應在200毫克以下。而根據年齡的不同，若超過下列標準值，便屬異常。
- 20-25歲：120mg/dL
- 26-29歲：140mg/dL
- 30-39歲：150mg/dL
- 40-49歲：160mg/dL
- 50歲以上：190mg/dL

過高的三酸甘油酯和膽固醇，沉澱在動脈血管壁，成了動脈硬化的誘因。

## 有關病症及可能病因
1. 高膽固醇血症
遺傳、攝取過多的膽固醇和飽和脂肪酸、糖尿病、腎病症候群、甲狀腺機能低下、阻塞性肝病和服用利尿劑。
2. 高三酸甘油酯血症
遺傳、飲食、腎病症候群、沒有控制好的糖尿病、尿毒症及服用利尿劑或抗高血压药等。
3. 偏低的高密度脂蛋白膽固醇
遺傳、肥胖、運動不足、抽煙、服用類固醇或抗高血压药等。

## 外部連結
- 三酸甘油酯 （页面存档备份，存于）

1. ↑  Feingold KR. Introduction to Lipids and Lipoproteins. [Updated 2021 Jan 19]. In: Feingold KR, Anawalt B, Boyce A, et al., editors. Endotext [Internet]. South Dartmouth (MA): MDText.com, Inc.; 2000-. Available from: https://www.ncbi.nlm.nih.gov/books/NBK305896/ （页面存档备份，存于）
2. ↑  Cox RA, García-Palmieri MR. Cholesterol, Triglycerides, and Associated Lipoproteins. In: Walker HK, Hall WD, Hurst JW, editors. Clinical Methods: The History, Physical, and Laboratory Examinations. 3rd edition. Boston: Butterworths; 1990. Chapter 31. Available from: https://www.ncbi.nlm.nih.gov/books/NBK351/ （页面存档备份，存于）
3. ↑  Jahangir Iqbal and M. Mahmood Hussain. Intestinal lipid absorption. American Journal of Physiology-Endocrinology and Metabolism 2009 296:6, E1183-E1194